# Tacobamba
Tacobamba è un comune (municipio in spagnolo) della Bolivia nella provincia di Cornelio Saavedra nel dipartimento di Potosí, con 13.910 abitanti (dato 2010).

## Cantoni
Il comune è suddiviso in 6 cantoni:
- Ancoma
- Colaví
- Machacamarca
- Rodeo Rodeo
- Tacobamba
- Yawacari